# Johnny Canales
Juan José Canales o Johnny Canales (23 de agosto de 1942 – 12 de junio de 2024) fue un cantante tejano mexicano y presentador del programa de televisión The Johnny Canales Show. Canales fue reconocido por una de las primeras presentaciones en vivo de la vocalista Selena cuando cumplió 13 años. Llevó a Selena y Los Dinos a sus primeros conciertos en México. Como DJ de radio en 1974, Canales le dio una considerable difusión a Ruben Naranjo.

## Primeros años
Juan José Canales nació en General Treviño el 23 de agosto de 1942.

## The Johnny Canales Show
Johnny Canales fue el productor ejecutivo del programa The Johnny Canales Show, que debutó en 1983. Su programa presentó bandas emergentes de México y Estados Unidos. Algunos de sus invitados incluyeron a La Sombra de Chicago, Selena, Nancy, La Mafia, Mazz, Intocable, Grupo Pegasso de Emilio Reyna, Fama, Jaime y Los Chamacos, Jennifer Peña, Los Tigres del Norte y Los Relámpagos del Norte, entre muchos otros. Se transmitió en Televisa en México y Univision en Estados Unidos desde 1988 hasta 1996.
En 1996, Canales hizo la transición a la cadena Telemundo. El 12 de noviembre de 1997, Canales fue entrevistado para el Proyecto de Historia Oral del Centro de Estudios México-Americanos de la UTA. En 2002, Johnny Canales llegó a un acuerdo para traer su programa de vuelta a Televisa y organizó una nueva gira, realizando programas en la región suroeste de Estados Unidos y México. El programa también se transmitió en TuVision desde agosto de 2008 hasta noviembre de 2009.
Telemundo canceló el programa en 2005, lo que llevó a Canales a presentar una demanda contra la cadena. La demanda alegaba que la cadena había incurrido en prácticas comerciales fraudulentas y engañosas contra Canales, interfiriendo con otras oportunidades comerciales y arruinando la reputación de Canales. En el momento de la demanda, Canales buscaba 100 millones de dólares. La demanda fue posteriormente retirada.

## Carrera posterior
El 31 de mayo de 2009, Canales recibió un premio de «Veterano del Año» de LULAC por su trabajo en nombre del G.I. Forum.
La esposa de Canales, Nora, dijo que intentaron filmar un piloto en 2008, pero el proyecto se detuvo después de que él sufriera una serie de problemas de salud, incluyendo un derrame cerebral. Después de una cirugía cardíaca y terapia física, se recuperó completamente. Sin embargo, continuó teniendo problemas de salud hasta su muerte.
El 29 de marzo de 2011, Canales organizó un espectáculo gratuito en el Selena Auditorium del American Bank Center en Corpus Christi, Texas. Presentó actuaciones de artistas ganadores del premio Grammy, como Ramon Ayala, Ruben Ramos & The Texas Revolution, Los Palominos y muchos otros. El espectáculo fue grabado y editado en un piloto, que Canales planeaba presentar a las cadenas con el fin de volver a poner el programa al aire.

## Fallecimiento
Canales murió en Corpus Christi el 12 de junio de 2024, a la edad de 81 años.